# Lepidostoma spicatum
Lepidostoma spicatum är en nattsländeart som beskrevs av Donald G. Denning 1954. Lepidostoma spicatum ingår i släktet Lepidostoma och familjen kantrörsnattsländor. Inga underarter finns listade i Catalogue of Life.